# Джексон Пейс
Джексон Пейс (англ. Jackson Pace; нар. 19 лютого 1999, Бока-Ратон, Флорида, США) — американський актор, який відомий роллю Кріса Броуді в серіалі «Батьківщина» виробництва Showtime.

## Біографія
Народився в Бока-Ратон, США. У нього є старший брат Гантер.
У три роки Джексон знявся у рекламі. У 2006 отримав першу роль у серіалі «Барні і його друзі». Наступного року він зіграв Адама у романтичній мелодрамі «Ніколи-назавжди», біографічному трилері «Чоловік у сірому», крім того в нього була незначна роль у серіалі «Закон і порядок: Кримінальні наміри». У фільмі «Королівський розмір» Пейс зіграв брата Меггі (Ніккі Блонскі).
З 2010 до 2011 актор знявся у кількох телефільмах. Протягом трьох сезонів Пейс грав сина головного персонажа телесеріалу «Батьківщина». 2015 року зіграв в одному епізоді телепроєкту «Реанімація».

## Фільмографія
| Рік       |    | Українська назва                    | Оригінальна назва              | Роль         |
| --------- | -- | ----------------------------------- | ------------------------------ | ------------ |
| 2006      | с  | Барні і його друзі                  | Barney & Friends               | Адам         |
| 2007      | ф  | Ніколи-назавжди                     | Never Forever                  | Адам         |
| 2007      | ф  | Чоловік у сірому                    | The Gray Man                   | Біллі Гаффні |
| 2007      | с  | Закон і порядок: Кримінальні наміри | Law & Order: Criminal Intent   | дитина       |
| 2008      | ф  | Королівський розмір                 | Queen Sized                    | Вілл Бейкер  |
| 2008      | с  | Усі ненавидять Кріса                | Everybody Hates Chris          | хлопчик      |
| 2009      | тф |                                     | Ace in the Hole                | Адам         |
| 2010      | ф  | Чудовий пес                         | Cool Dog                       | Джиммі       |
| 2010      | тф | Пройди мій шлях                     | A Walk in My Shoes             | Мікі Кремер  |
| 2011      | тф | Кримінальна поведінка               | Criminal Behavior              | Бен Коллінз  |
| 2011—2013 | с  | Батьківщина                         | Homeland                       | Кріс Броуді  |
| 2012      | с  | CSI: Місце злочину                  | CSI: Crime Scene Investigation | Айвері Кейл  |
| 2013      | ф  | Джиммі                              | Jimmy                          | Макс         |
| 2013      | с  | Р.Л. Стайн                          | R.L. Stine's The Haunting Hour | Логан        |
| 2015      | с  | Реанімація                          | Code Black                     | Піт Ірвінг   |